# Bardača
Pour l’article homonyme, voir Lac de Bardača.
Bardača (en serbe cyrillique : Бардача) est un village de Bosnie-Herzégovine. Il est situé dans la municipalité de Srbac et dans la république serbe de Bosnie. Selon les premiers résultats du recensement bosnien de 2013, il compte 198 habitants.

## Démographie

### Évolution historique de la population dans la localité
| 1948 | 1953 | 1961 | 1971 | 1981 | 1991 | 2013 |
| ---- | ---- | ---- | ---- | ---- | ---- | ---- |
| 265  | 298  | 234  | 263  | 262  | 269, | 198  |

|  |